# Frédéric Engel-Dollfus
Pour les articles homonymes, voir Engel.
Frédéric Engel-Dollfus (né à Cernay le 27 mars 1818 et décédé à Paris le 16 septembre 1883) était un industriel et philanthrope alsacien, proche du saint-simonisme, député à Tours du gouvernement de la Défense nationale en 1870. Il était associé de la compagnie textile Dollfus-Mieg et Compagnie (DMC), étant lui-même le beau-fils, via sa femme Julie, de Jean Dollfus (1800-1887), qui fut maire de Mulhouse.

## Biographie

### Études à Paris et activité industrielle
Frédéric Engel étudie à Cernay avant de monter à Paris au collège et au lycée Henri-IV. Il y prépare Polytechnique, mais quitte cette préparation pour entrer en apprentissage à Mulhouse puis au Havre . Il voyage en Angleterre, Irlande et Écosse avant d'entrer chez DMC, dont il devint associé en 1843. DMC est alors la seule entreprise textile de Mulhouse qui maîtrise le processus complet de production . Il y développe avec succès l'activité fil à coudre : à la veille de la guerre de 1914-1918, DMC produisait 4 000 tonnes par an de fils, vendus dans le monde entier .
En tant qu'industriel, il créa en 1867 l'APAM (Association pour la prévention des accidents de machine), laquelle influença les lois sur le droit du travail en France (1874) et en Allemagne (1871) . Il convainquit alors la Société industrielle de Mulhouse (SIM) d'y participer . Il fonda aussi un dispensaire pour enfants malades sur le modèle de celui du Havre, créé par le docteur Gibert, beau-frère de son épouse, et participa à la création à l’École de dessins et l’École de filature et tissage de Mulhouse . Il devint président de la nouvelle Société des arts créée en 1876 par la SIM . Il fut également président de la Société pour le développement du musée historique du vieux Mulhouse jusqu'en 1878 , membre fondateur de la Société mulhousienne des cités ouvrières, et à l'origine de bien d'autres associations et musées . Il fit plusieurs dons au Musée des beaux-arts de Mulhouse, dont la gravure en bronze de La Liberté éclairant le monde de Bartholdi - la sculpture elle-même étant plus connue sous le nom de statue de la Liberté... -, des moulages des frises du Parthénon ou un buste d'Albert Durer du sculpteur Carrier-Belleuse .

### Député et saint-simonien
Après la défaite de Sedan, il est élu député du Gouvernement de la Défense nationale et fait partie de la Commission de défense des intérêts alsaciens, participant activement aux négociations économiques du traité de Francfort . Il quitte alors Mulhouse pour s'installer à Paris, logeant à l'hôtel lorsqu'il revient en Alsace . Il réactive le musée historique de Mulhouse afin d'ancrer son histoire en France .
Frédéric Engel participa à la fondation, en 1872-1873, de la Société historique et du Cercle Saint-Simon, avec son gendre Rodolphe Koechlin, Olivier Senn et G. Schlumberger . Sans doute sa préparation interrompue à Polytechnique l'avait-elle mis en contact avec les saints-simoniens dès sa jeunesse . Son biographe J. Blanc fait cependant l'hypothèse qu'il aurait été rappelé en Alsace par ses parents précisément pour l'ôter à l'influence trop forte de ces derniers, alors que Michel Chevalier était responsable de la propagande du mouvement à l'X . Ayant examiné sa bibliothèque personnelle, J. Blanc souligne l'absence d’œuvre de Saint-Simon, mais en revanche la présence d'ouvrages de disciples ou d'héritiers (M. Chevalier, Isaac Pereire, Jules Vinçard, son beau-frère Charles Dollfus, Jules Simon, Leroy Baulieu, le baron de Geyradaud ou encore Louis Reybaud). Il détient aussi des livres de Fourier, Marx, Proudhon et Le Play . Engel était par ailleurs un ami personnel de Michel Chevalier, qui appuya, entre autres, sa candidature à la Légion d'honneur à la suite de son rapport sur le coton écrit pour l'Exposition universelle de 1867 .
Il fut membre de nombreux conseils d'administration, dont celui de l'École alsacienne à Paris .